# 聚宝乡
聚宝乡，是中华人民共和国吉林省白城市洮南市下辖的一个乡镇级行政单位。

## 行政区划
聚宝乡下辖以下地区：
龙泉村、宝泉村、长兴村、丁家村、四平村、黑顶村、金蟾村和长久村。